# Atarba (Ischnothrix) thowla
Atarba (Ischnothrix) thowla is een tweevleugelige uit de familie steltmuggen (Limoniidae). De soort komt voor in het Australaziatisch gebied.